# Udinia pattersoni
Udinia pattersoni är en insektsart som beskrevs av Hanford 1974. Udinia pattersoni ingår i släktet Udinia och familjen skålsköldlöss. Inga underarter finns listade i Catalogue of Life.